# Raimond VIII de Turenne
Pour les articles homonymes, voir Turenne.
Raymond-Louis Roger de Beaufort, vicomte de Turenne, dit Raymond de Turenne (1352-1413), est le fils de Guillaume III Roger (comte de Beaufort et vicomte de Turenne) et d'Aliénor de Comminges.
Petit-neveu de Clément VI et du cardinal Hugues Roger, neveu de Grégoire XI et de Nicolas Roger de Beaufort, il est capitaine des Armes du Comtat Venaissin, capitaine pontifical en Italie et se rend célèbre sous le nom de Fléau de Provence en luttant contre Marie de Blois, comtesse de Provence et les deux antipapes d'Avignon, Clément VII et Benoît XIII.

## Biographie

### Ses premières années
Membre de la noblesse limousine et provençale, Raymond de Turenne est apparenté à deux papes d'Avignon. Il est le petit-neveu de Clément VI et le neveu de Grégoire XI. Époux de Marie de Boulogne, nièce de Jeanne, la seconde épouse de Jean II le Bon, il peut se prévaloir de ses relations avec la cour de France, pour laquelle il se bat en Flandre (chevauchée de Bourbourg), et de celles avec la papauté d'Avignon dont il commande les troupes en Italie (Piémont, Lombardie et guerre contre les Huit Saints de Florence).
Raymond fait ses premières armes, en mars 1368, contre Bertrand du Guesclin au siège de Tarascon, à la bataille d’Arles et à Céreste, près d'Apt, où les routiers du Breton écrasent l'ost de Provence. Il participe ensuite à la répression des laborieux qui s'étaient révoltés contre les exactions des deux armées. 
Au retour de sa première campagne d'Italie, où il avait été fait chevalier d'armes devant Cuneo par Amédée VI de Savoie en 1372, il ne semble pas avoir participé à la répression sanglante des Tuchins en Languedoc. Elle fut le fait de son père et de Gantonnet d'Abzac, son futur lieutenant. Par contre, Raymond engagea leurs survivants et les fit combattre contre les soudoyés de Thibaud de Budos qui voulait reprendre son château de Portes.

### Les fiefs des Roger de Beaufort

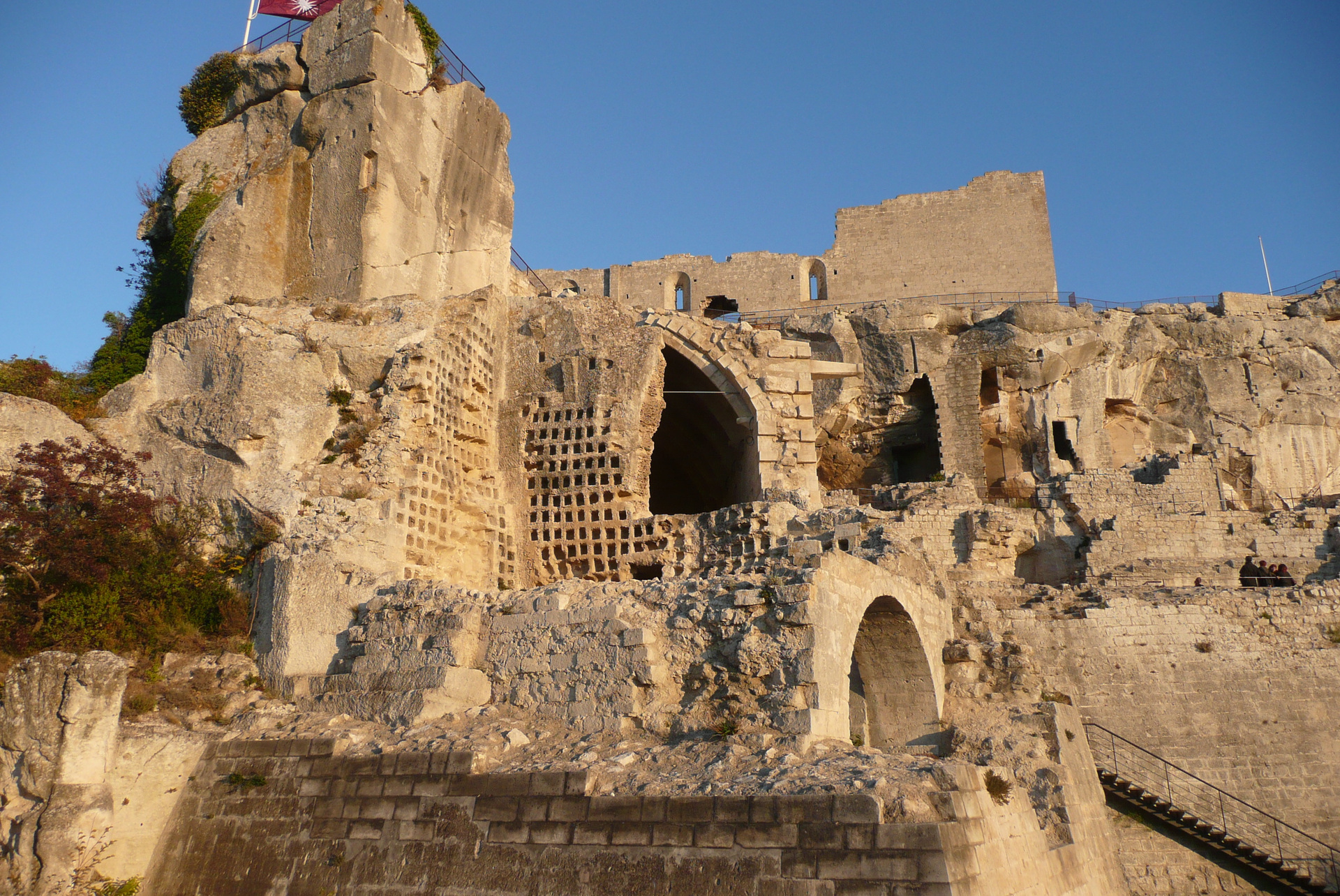
La forteresse des Baux, nid d'aigle de Raymond de Turenne.

Outre la vicomté de Turenne et Châlus que son père lui remit en usufruit lors de son mariage en octobre 1375, la famille de Raymond de Turenne possède de nombreux fiefs en Provence dont les Baux, Saint-Rémy, Pertuis, Meyrargues, les Pennes, etc. dans les Baronnies : Séderon, Châteauneuf-de-Mazenc, Savasse, et en Languedoc rhodanien : Alès, Anduze, Bagnols-sur-Cèze, Cornillon, Portes-Bertrand, Saint-Étienne-Vallée-Française, etc. En récompense des exploits militaires de son fils en Italie, Guillaume III Roger de Beaufort se vit remettre le 8 décembre 1373, par l'empereur Charles IV de Luxembourg, des fiefs en Toscane dans l'évêché de Chiusi et la juridiction de Cortona.

### Sa guerre en Provence
Raymond de Turenne, qui est capitaine des Armes du Comtat Venaissin et capitaine pontifical en Italie, reste surtout connu par la guerre et les pillages qu'il entreprend en Provence, dans les Baronnies et en Valdaine, aux portes de Montélimar, entre 1389 et 1399, après que la seconde dynastie angevine des comtes de Provence soit revenue sur les donations effectuées par la reine Jeanne. Mais dans sa thèse soutenue à Montréal (Québec), en août 1994, Régis Veydarier démontre pourquoi, en droit féodal, le vicomte ne pouvait qu'entrer en conflit armé avec le pouvoir papal (Clément VII et Benoît XIII) ou comtal (Marie de Blois) qui l'avait spolié. 

#### Ses guerres contre Clément VII

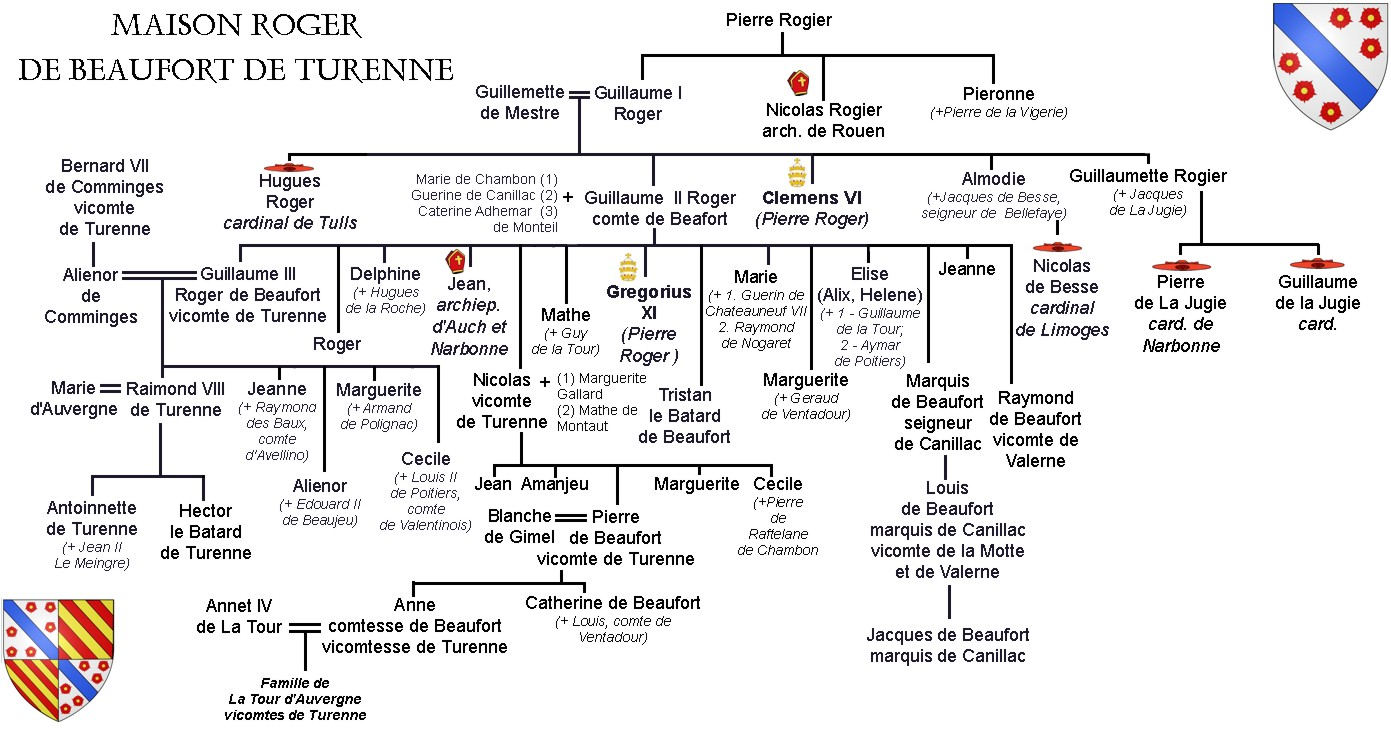
Beaufort Turenne.

La vie et des actes du terrible vicomte vérifient l'assertion qu'Emmanuel Leroy Ladurie portait sur nos ancêtres du XIVe siècle, pour lesquels, disait-il : « Vivre son destin, c'est tenir son rang et ne pas sortir de sa condition ». 
Tel est bien ce que fait un personnage de la taille de Turenne, en particulier face à son oncle, le pape d'Avignon, le fameux Clément VII, qui inaugure le Grand Schisme dans l'Église catholique et universelle. Le moins que l'on puisse dire, est que le pontife avignonnais était plus enclin, vis-à-vis de son parent, à la provocation qu'à la bénigne mansuétude que sa Sainteté aurait dû naturellement avoir. 
Le 24 octobre 1383, Clément VII, profitant de la présence en Flandre de Raymond, avait jugé opportun de retirer à son oncle Marquis de Canillac ses revenus de Grillon pour les attribuer à Giraud d'Adhémar.
Pourtant confronté à une telle personnalité, dont la nature obstinée et la supériorité au combat étaient poussées par l'aiguillon puissant de l'orgueil et de la victoire, Clément VII ne peut qu'assister impuissant à ses chevauchées qui font passer un vent de mort dans tous ses États.

#### Ses guerres contre Benoît XIII
Benoît XIII, ayant épousé la querelle de son prédécesseur, Turenne continua à tuer, piller et brûler à son seul bénéfice malgré les condamnations émanant du palais des papes d'Avignon. Aucun pontife ne pouvait calmer un exalté de sa trempe avec quelques bulles d'excommunication. Son scepticisme l'avait rendu inébranlable, indifférent et insensible face à de telles menaces. 

#### Ses guerres contre Marie de Blois, comtesse de Provence
Raymond destiné, dès l'enfance, à recueillir l'héritage et les insignes privilèges reçus par les Roger de Beaufort, est aussi l'objet de sollicitations sans pareilles quand la régente Marie de Blois lui demande pour son fils cadet Charles du Maine la main de sa fille Antoinette. 
Pour ne pas plier le genou devant son gendre, le vicomte, toujours prêt à tenir le rôle et le rang qu'il estimait être les siens, aurait cru faillir en acceptant. Il refuse et préfère faire convoler son unique héritière avec Jean II Le Meingre, dit Boucicaut, parti proposé par les princes du sang et le roi de France. 
Vexée, la prétendante au trône de Naples et au comté de Provence, le met au ban de ses États, ce qui provoque une brutale réplique de la part de Raymond et de sa mère Aliénor, dame de Meyrargues.  
« Raymond de Turenne est de ceux qui portent coutumièrement leur bon droit à la pointe de leurs épées et leurs documents en leurs armes » a fort justement écrit la romancière provençale Marie Mauron. 
Le vicomte, l'un des plus hardis capitaines du XIVe siècle, fonce tête baissée pour défendre sa gloire et sa dignité en se trouvant devoir combattre à la fois les troupes pontificales, dont il était encore nominativement le capitaine, l'armée de Georges de Marle, sénéchal de Provence, celle du recteur du Comtat, Odon de Villars, ainsi que celle son beau-frère, Louis II de Poitiers, comte de Valentinois.

#### Un négociateur remarquable
Raymond de Turenne, avec ce sens du moment qu'ont les hommes de grand destin et son extraordinaire aptitude à se saisir de toutes les opportunités, se révèle non seulement un redoutable guerrier mais aussi et surtout un remarquable négociateur pour tout ce qui avait trait à ses propres intérêts. Énergique et vif de repartie, perspicace et actif, ses défis et ses ruses diplomatiques font autant pour la réputation du vicomte que la destinée dérisoire et étonnante de ce belliciste remarquable. Et son appât du gain découvre là une manière rapide de s'enrichir.
Le résultat le plus probant de ses négociations est à l'évidence qu'à chaque fois la papauté ou la régente de Provence lui fournissent assez de subsides pour recruter une nouvelle armée après avoir licencié la précédente.

### Le vicomte marie sa fille Antoinette à Boucicaut
Considéré comme Le Fléau de Provence, il restait pourtant particulièrement apprécié par la Cour de France. Les 27 et 28 janvier 1390, lors du séjour du roi à Avignon, Clément VII, qui n'avait que le nom de Raymond de Turenne à la bouche, insiste pour que l'armée royale le neutralise. Les Marmousets, qui avaient leur plan, ne l'entendent pas de cette oreille et conseillent au pape de traiter. 

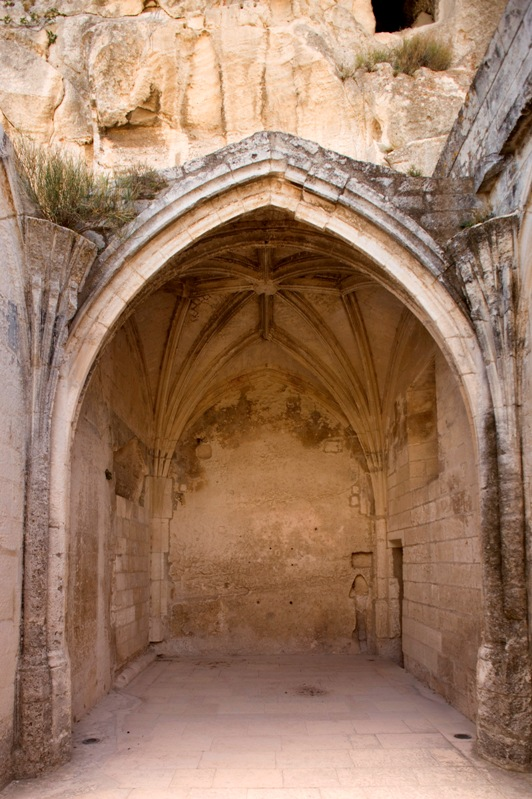
La chapelle castrale des Baux où Antoinette de Turenne épouse le maréchal Boucicaut.

Clément VII apprend alors que, dans ce cas seulement, Charles VI serait prêt à entrer dans Rome pour l'installer sur le trône de saint Pierre. Dans le même temps, le royaume de Naples reviendrait à Louis II d’Anjou, cousin du roi, avec Raymond de Turenne comme capitaine général, le comté de Provence devenant l'apanage de Louis II de Bourbon qui nommerait Guillaume Roger de Beaufort sénéchal. Une union entre la seconde maison d'Anjou et les Roger de Beaufort est même envisagée. 
Mais cette union qui avait cessé d'avoir la faveur royale ne se fait point. Le Conseil du Roy préfère opter pour Jean II le Meingre, maréchal Boucicaut. Le 25 juin 1393, à Abbeville, deux émissaires royaux reçoivent des instructions touchant le mariage du maréchal avec Antoinette de Turenne, union à laquelle était favorable son père.
Ces lettres de mission renferment le fameux paragraphe que certains considèrent comme apocryphe : Si nostre Saint Père ou autres disoient que l'on traitait ou eut traité du mariage du frère (Charles de Tarente) dudit roi de Sicile avec ladite fille (Antoinette), qu'il soit répondu que ledit messire Raymond a dit qu'il aimeroit mieux que sa fille fût morte que ce qu'elle fût mariée au frère dudit roi. Car il est trop grand seigneur. Et la veux marier à homme de qui il puisse être servi et qu'il s'en tient être honoré, et non pas à seigneur devant qui lui faudroit agenouiller. 
L'union entre Boucicaut et Antoinette de Turenne a lieu au château des Baux-en-Provence, le 23 décembre 1393, en présence de Raymond de Turenne. En janvier 1394, Guillaume Roger de Beaufort fait savoir à son fils qu'il considérait que sa petite-fille était meschamment mariée à ce Boucicaut a si grant deshoneur et honte de nostre lignage.

### Une personnalité hors du commun

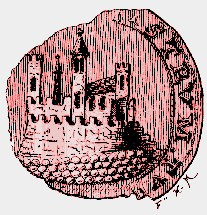
Sceau de la maison de Turenne.

Ce rejeton de la souche solide et altière des Roger de Beaufort, tout infatué de son nom et de son lignage, aurait pu laisser couler sa vie, il préfère la vivre. Ce noble insolent, qui avait le plus haut sentiment de sa dignité, se sent sans doute porteur d'une destinée peu commune et peut contempler son destin. Bouffi d'orgueil, sans égard et sans pitié pour le vulgum pecus, toujours prêt à relever le moindre défi, ayant plus de force physique que morale, il trouve partout occasion de guerre. 
« Assurément, il était d'humeur belliqueuse et avait l'âme d'un chef. S'il avait employé ses talents naturels d'homme d'action au service d'une noble cause, nul doute que la postérité l'aurait reconnu comme un grand capitaine ; malheureusement, il n'eut pas suffisamment de sagesse et d'intelligence pour comprendre que son entreprise, à longue échéance, était vouée à la faillite » a commenté le docteur J. M. Marsily, historien de Pertuis, fief des Roger de Beaufort. 
Mais il est toujours facile d'interpréter une destinée après coup. Il suffit de dire que persuadé dès l'enfance que tout devait céder à ses désirs fougueux, Raymond de Turenne refuse toujours de s'incliner devant l'adversité et que le découragement était un excès qu'il ne connaissait point. Comme il ne croyait pas que l'on puisse contrecarrer ses desseins, la moindre résistance enflammait son courroux. Le caractère décidé de cet homme avide de gloire et enclin à la colère, joint à une confiance inébranlable à lui-même, lui permettent d'assouvir sa soif de possession et de forger à sa guise son devenir.
Pour ce noble assoiffé de désir de vengeance, cette vie de hasard à laquelle son tempérament hardi l'invitait, ne pouvait qu'aboutir sur ces guerres continuelles qui sont pour lui plus qu'un exutoire. Cet amoureux de la gloire se révèle coutumier des plus inconcevables coups d'audaces. Son humeur violente, son esprit fertile en ressources expéditives, son impétuosité et sa bravoure, en font un chef de guerre cruel aussi sauvage qu'un loup et aussi fort qu'un ours. Ainsi, Raymond de Turenne, selon la belle expression du poète René Char, « pensait en stratège et agissait en primitif ».

### Deux portraits de Raymond de Turenne

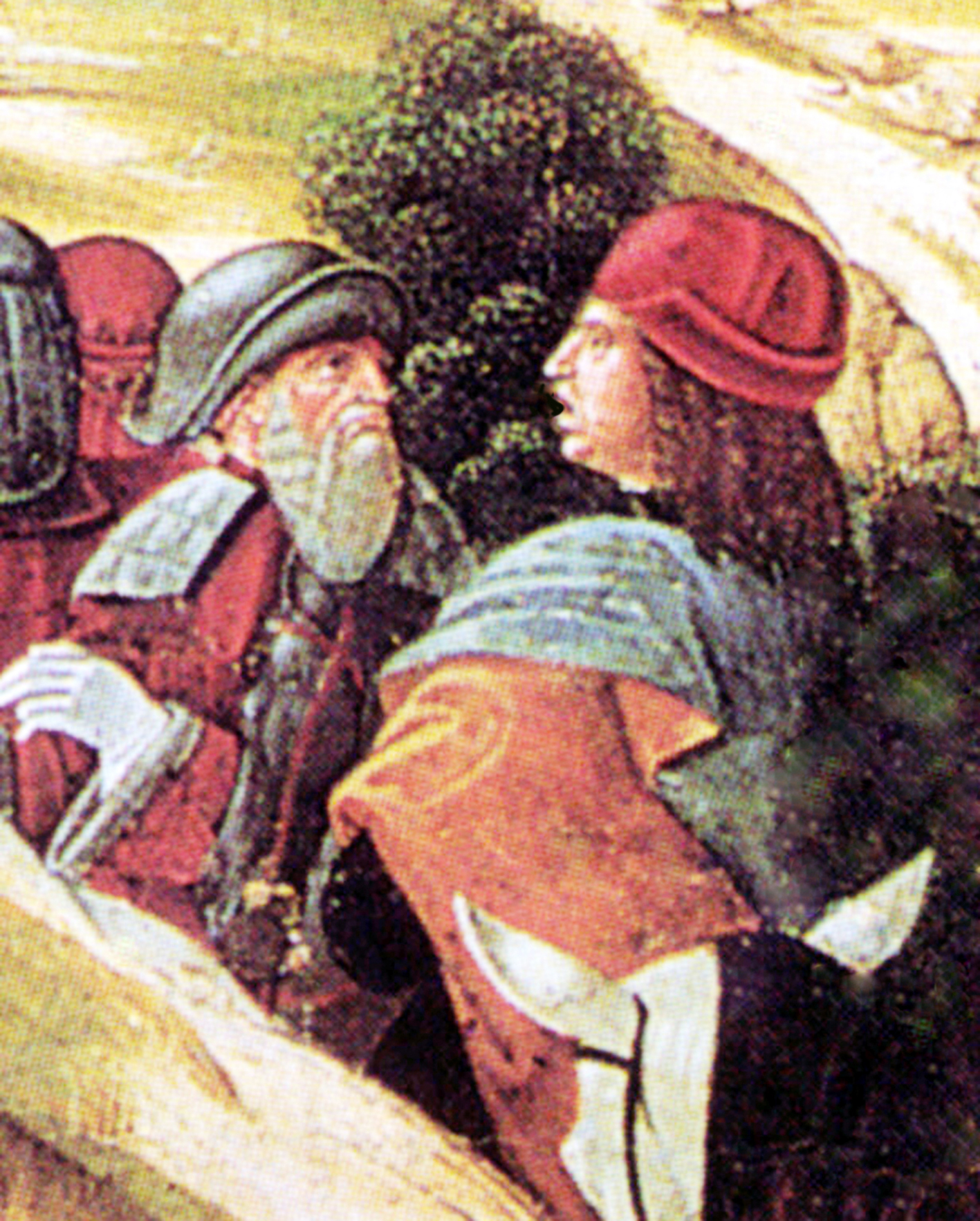
Juan Fernandez de Heredia et Raymond de Turenne.

César de Nostredame décrit la fresque du château des Baux sur laquelle était représenté Raymond de Turenne.

« Il étoit de taille pleine et carrée, plutôt grand que petit, avoit des membres forts et robustes, la teste grosse et ronde, le visage plein et gras, le teint couleur de miel et tirant sur la basané, avoit le poil crespé et noir, les sourcils et yeux de mesme, à l'entre-deux des sourcils ayant la chair surenflée et avoit le nez qui tirant sur l'aquilin... Au demeurant ayant l'aspect assez fier et agréable tout ensemble, ressemblant à un homme de bonne et haute maison et qui facilement ne supportoit pas une injustice. »

Si cette fresque n'a pas survécu au démantèlement de la forteresse provençale ordonnée par Richelieu en 1632, sa description est assez précise pour avoir permis d'identifier le Capitaine pontifical représenté deux fois par Benvenuto di Giovanni sur une des fresques de l'Ospedale Santa-Maria della Scala à Sienne. Dans le premier, il fait face à Juan Fernandez de Heredia, le grand maître de l'Ordre des Hospitaliers de Saint-Jean de Jérusalem, dans le second, il apparaît casqué au milieu des troupes pontificales et à côté de son oncle Grégoire XI. 
Si ce dernier portrait, à cause du casque, ne permet pas de voir les correspondances avec la fresque des Baux, il n'en est pas de même du premier qui reproduit tous les traits décrits par l'historien provençal.

### La fin de sa vie

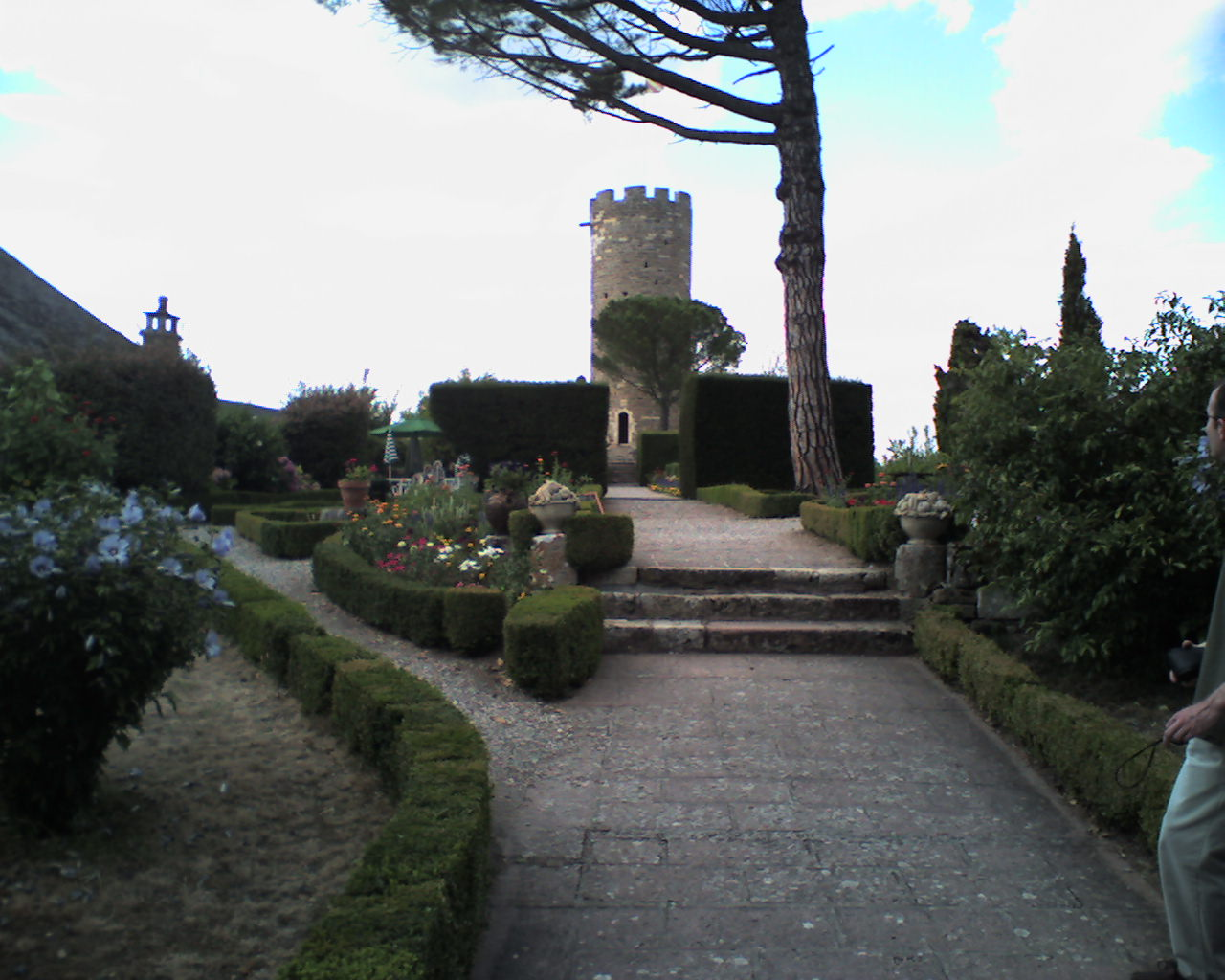
La Tour de César, donjon du château des vicomtes de Turenne

Contrairement à une légende aussi fausse que tenace, Raymond n'est pas mort noyé dans le Rhône à Tarascon le 7 juillet 1399. Mais il s'installa dans sa vicomté de Turenne où il est connu sous le nom de Raymond VIII. 
Nous le retrouvons en effet, le 4 avril 1402, à Brantes, au pied du Ventoux, lors d’une transaction entre Odon de Villars, époux de sa nièce Alix des Baux, et Philippe de Lévis, leur neveu, qui devait se porter caution vis-à-vis de Raymond dans l’observation de cet accord  entre le vicomte, Odon et Alix. En cas de non-respect, ces derniers s’engageaient à payer 50 000 florins à Raymond VIII de Turenne. 
Le 11 février 1408 (le 3 des ides de février), Benoît XIII, qui réside alors à Porto-Venere, dans le golfe de Gênes, à la demande du maréchal Boucicaut, gendre du vicomte et gouverneur de la Superbe République pour la France, lève l’excommunication de Raymond de Turenne et lui donne absolution de toutes les censures qu’il avait encourues jusqu’à ce jour tant sous le pontificat de Clément VII que sous le sien. Raymond VIII fit même accepter par le pape qu'Ameil du Breuil, l’archevêque de Tours, fut chargé de l’absoudre. À cette date le vicomte devait se trouver dans son comté de Beaufort-en-Vallée, dépendant de l’archidiocèse de Tours.  
Enfin, le 22 septembre 1411, Charles VI envoie une lettre à son sénéchal du Limousin au sujet d’une plainte que lui a adressée son amé et feal cousin Raymond de Turenne, comte de Beaufort et d’Alest (Alès), vicomte de Turenne et de Valernes concernant la forteresse de Cazillac qui se trouve au cœur de la vicomté de Turenne et sert de repaire aux ennemis du roi. Charles VI donne raison au vicomte et demande au sénéchal de la faire détruire. 
Antoinette, fille unique de Raymond VIII, et son gendre Boucicaut, ne se déclarèrent vicomtesse et vicomte de Turenne que le 4 avril 1413. Raymond de Turenne décéda donc sans doute dans le courant du mois de mars de cette année-là. Par contre, on ne sait toujours pas où ni comment et son lieu d’inhumation reste encore inconnu.